# Różyczka
Różyczka (łac. rubella), także odra niemiecka – choroba zakaźna wywoływana przez wirus różyczki, występująca wyłącznie u człowieka. Klasyczne objawy obejmują krótkotrwałą wysypkę plamisto-grudkową i powiększenie węzłów chłonnych. Wysypka pojawia się od 14 do 17 dni po zakażeniu i zazwyczaj trwa 3 dni. Początkowo obejmuje tylko głowę, stopniowo jednak przechodzi na klatkę piersiową i kończyny górne i dolne. Oprócz tego wystąpić może gorączka, ból gardła i osłabienie, a osób dorosłych często obecny jest też ból i zapalenie stawów. Czasem stwierdza się zapalenie spojówek, zapalenie jąder bądź ich bolesność. Objawy są zazwyczaj łagodne i u ponad 50% zakażonych infekcja może przebiegać bezobjawowo. Powikłania różyczki nie są częste, a prawdopodobieństwo ich wystąpienia jest większe u dorosłych niż u dzieci. Powikłania obejmują nieprawidłowe krwawienia, obrzęk jąder, zapalenie nerwów oraz zapalenie mózgu.
Zakażenie we wczesnej ciąży skutkować może poronieniem bądź urodzeniem dziecka z zespołem różyczki wrodzonej. Do zaburzeń występujących w tym zespole należą wady wrodzone gałki ocznej (zaćma), narządu słuchu (głuchota), serca i mózgu. Zaburzenia występują rzadziej, jeśli do zakażenia dojdzie po 20 tygodniu ciąży.
Zakażenia można uniknąć dzięki zastosowaniu szczepionki przeciwko różyczce, której skuteczność w zapobieganiu chorobie sięga 95%. W Polsce podawana jest w połączeniu ze szczepionką przeciwko odrze i śwince, znanym jako szczepionka MMR. Gdy część społeczeństwa pozostaje zaszczepiona, ale odsetek ten jest nie większy niż 80%, więcej kobiet osiąga wiek reprodukcyjny nie uzyskawszy odporności na różyczkę dzięki szczepionce bądź przechorowaniu, co stwarza większe ryzyko zakażenia w czasie ciąży i wystąpienia u dziecka zespołu różyczki wrodzonej.

Nie istnieje specyficzne lekarstwo na różyczkę, po zakażeniu leczenie jest wyłącznie objawowe.

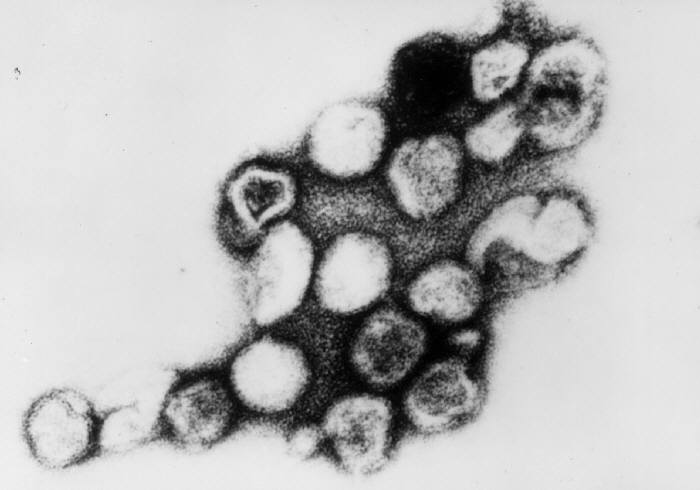
Wirus różyczki w elektronowym mikroskopie transmisyjnym

Różyczka jest chorobą szeroko rozpowszechnioną w wielu regionach świata. Każdego roku około notuje się około 100 000 przypadków wystąpienia zespołu różyczki wrodzonej. Dzięki szczepieniom liczbę zachorowań udało się znacząco zmniejszyć. Podejmowane są wysiłki, by zupełnie wyeliminować wirusa będącego przyczyną choroby. W kwietniu 2015 roku WHO ogłosiło, że obie Ameryki są wolne od wirusa różyczki.
Różyczka po raz pierwszy została opisana przez niemieckich lekarzy w roku 1814, stąd jej dawna nazwa to "niemiecka odra".

## Zakażenie
Różyczka rozprzestrzenia się drogą kropelkową, np. podczas kaszlu osoby zainfekowanej. Okres wylęgania wynosi od 12 do 23 dni (średnio 14). Osoba chora jest zakaźna 7 dni przed wystąpieniem wysypki i do tygodnia po wystąpieniu wysypki. Przebycie choroby powoduje trwałą odporność. Owady nie przenoszą choroby.

## Przebieg

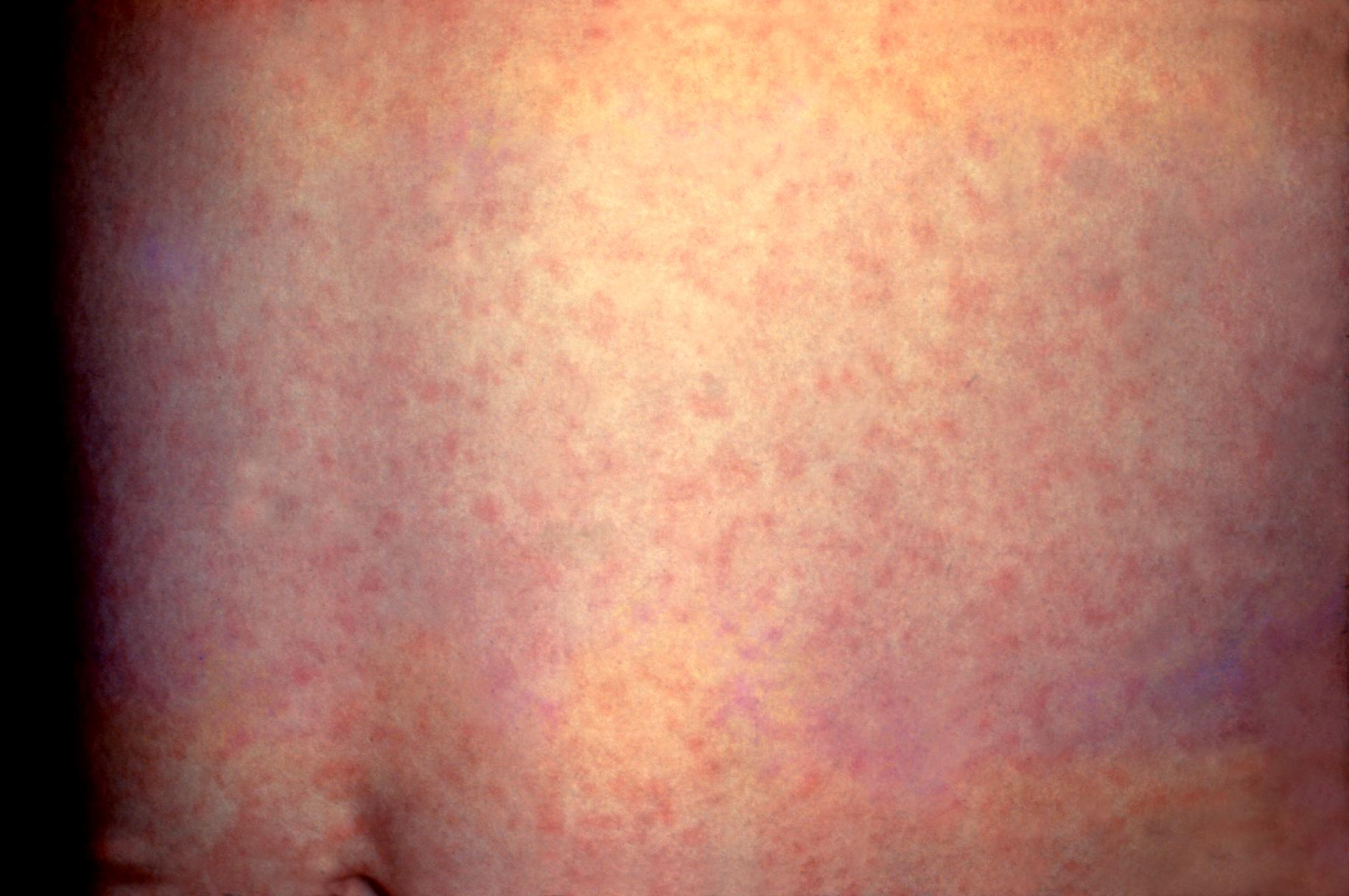
Różyczkowa wysypka na brzuchu

Objawy różyczki są zazwyczaj bardzo łagodne, a u 50% zakażonych choroba przebiega subklinicznie. U dzieci pierwszym symptomem jest z reguły wysypka plamisto-grudkowa, a objawy prodromalne występują rzadko. U dzieci starszych i dorosłych okres prodromalny trwa od 1 do 5 dni i charakteryzuje się obecnością stanu podgorączkowego (gorączka w przebiegu różyczki rzadko przekracza 38 °C), osłabieniem, limfadenopatią i objawami zakażenia górnych dróg oddechowych. Wysypka pojawia się od 14 do 17 dni od momentu zakażenia i z reguły na początku występuje tylko na głowie, stopniowo schodząc na klatkę piersiową i kończyny. Trwa 3 dni i czasem przebiega również ze świądem. Wysypka jest różowa bądź jasnoczerwona, bledsza niż w odrze i nie zlewa się. Wysypka z reguły staje się wyraźniejsza po gorącym prysznicu albo kąpieli. Wysypka schodząc nie łuszczy się i nie pozostawia przebarwień, jedynie w miejscu wystąpienia wysypki schodzić mogą niewielkie płatki naskórka. Węzły chłonne powiększają się już około tydzień przed wystąpieniem wysypki i stan ten utrzymuje się kilka tygodni. Najczęściej powiększone są węzły chłonne zauszne, tylne szyjne i podpotyliczne. 
Zapalenie i ból stawów są na tyle częste u dorosłych, że są traktowane raczej jako część objawów choroby, aniżeli jej powikłanie. Pozostałe objawy różyczki obejmują zapalenie spojówek, ból jąder i zapalenie jąder. Na podniebieniu miękkim w 20% przypadków pojawiają się plamki Forchheimera, ale nie są one objawem charakterystycznym, gdyż objaw ten występuje także w przebiegu innych infekcji.

## Powikłania
- różyczkowe zapalenie mózgu
- plamica różyczkowa
- różyczkowe zapalenie stawów

## Powikłania u płodu
Są bardzo rzadkie, jednak choroba, która wystąpi u kobiety w ciąży (do 12 tygodnia)  może spowodować bardzo poważne zmiany rozwojowe. Embriopatie spowodowane zakażeniem wirusem różyczki in utero noszą nazwę zespołu Gregga.
- układu sercowo-naczyniowego
- oczu
- słuchu
- układu nerwowego

## Leczenie
Leczenie jest objawowe. Podaje się leki obniżające temperaturę. Ewentualne zapobieganie zakażeniu stosuje się wobec kobiet ciężarnych i po ewentualnym kontakcie z wirusem podaje się gamma-globulinę.

## Profilaktyka
Dostępne są szczepionki przeciwko różyczce. Twórcą szczepionki jest Maurice Hilleman. 
Szczepionka zawiera żywy, atenuowany szczep wirusa nazywany Wistar RA 27/3.
W Polsce szczepienia przeciwko różyczce są obowiązkowe (finansowane z budżetu Ministra Zdrowia) zgodnie z aktualnym kalendarzem szczepień.
Wykonuje się je skojarzoną szczepionką MMR w schemacie szczepienia podstawowego:
- pierwotnego w 13–14. miesiącu życia,
- uzupełniającego w 6. roku życia.

Dodatkowo dziewczętom nieszczepionym w 10. roku życia podaje się obowiązkowo przypominającą szczepionkę MMR w 11. roku życia. Jeżeli dziewczynki nie były szczepione w 10., ani w 11. roku życia podaje się im obowiązkowo przypominającą szczepionkę MMR w 12. roku życia.
Dzieci, które otrzymały dwie dawki skojarzonej szczepionki potrójnej przeciw odrze, śwince i różyczce w poprzednich latach życia, nie wymagają podawania trzeciej dawki tej szczepionki w 10., 11. lub 12. roku życia.
Zalecane jest dodatkowo (ale już nie finansowane przez Ministerstwo Zdrowia) szczepienie kobiet, które nie były szczepione lub nie przechodziły różyczki, na kilka miesięcy przed planowaną ciążą. Nie zaleca się zachodzenia w ciążę w ciągu 4 tygodni od podania szczepionki przeciw odrze, śwince i różyczce, pomimo że zajście w ciążę w okresie 3 miesięcy od jej podania nie zwiększa ryzyka wad wrodzonych u płodu.
W 2018 roku w Polsce zarejestrowane były szczepionki:
1. MMRVAX Pro – szczepionka przeciw odrze, śwince i różyczce; producent: Sanofi Pasteur MSD SNC.
2. Priorix – szczepionka przeciw odrze, śwince, różyczce; producent: GlaxoSmithKline Biologicals S.A.
3. Priorix-Tetra – szczepionka przeciw odrze, śwince, różyczce i ospie wietrznej; producent: GlaxoSmithKline Biologicals S.A.

## Klasyfikacja ICD10
| kod ICD10     | nazwa choroby                           |
| ------------- | --------------------------------------- |
| ICD-10: B06   | Różyczka                                |
| ICD-10: B06.0 | Różyczka z powikłaniami neurologicznymi |
| ICD-10: B06.8 | Różyczka z innymi powikłaniami          |
| ICD-10: B06.9 | Różyczka bez powikłań                   |